# Воскресеновка (Сахалинская область)
Воскресе́новка — село в Тымовском городском округе Сахалинской области России, в 6 км от районного центра.
Находится на берегу реки Тымь.
Основано в 1889 году на месте нивхского стойбища Тангвынгво.

## Население
| 2002 | 2010 | 2013 | 2021 |
| ---- | ---- | ---- | ---- |
| 820  | ↘753 | ↘716 | ↘508 |

По переписи 2002 года население — 820 человек (413 мужчин, 407 женщин). Преобладающая национальность — русские (93 %).